# Batavo Mackenzie
A equipe do Batavo Mackenzie representa o vôlei feminino do Mackenzie Esporte Clube, clube polidesportivo com sede em Belo Horizonte, Minas Gerais. É uma equipe tradicional do voleibol brasileiro, tendo conquistando diversos títulos estaduais e nacionais, e contribuído para a formação de várias estrelas do voleibol nacional. Em 2024 a equipe foi campeã da Superliga B e ganhou o direito de disputar a temporada 2024/2025 da Superliga A. Por razões de patrocínio, a equipe atualmente é denominada Batavo Mackenzie.

## História

### Primeiros anos

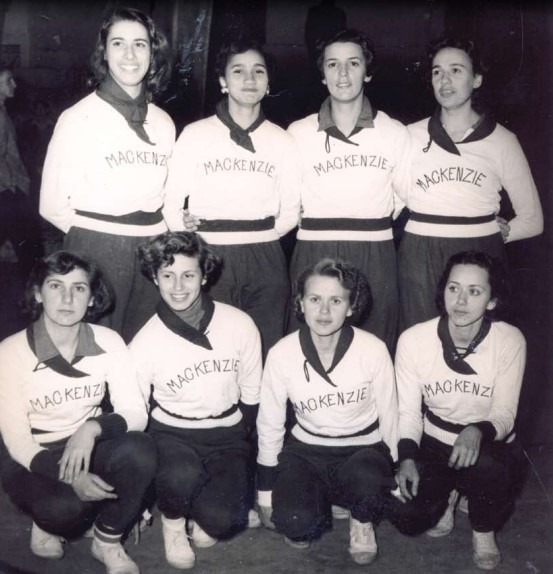
Time de vôlei feminino do Mackenzie, em 1952.

O voleibol feminino é praticado no Mackenzie desde a sua fundação, em outubro de 1943. Depois de perder sua quadra de treinamentos em 1949, em terreno requisitado pelo governo estadual, o Mackenzie quase teve suas atividades encerradas. No entanto, a equipe de vôlei passou a treinar em quadras de colégios locais e em uma quadra cedida pelo América. Saindo da segunda divisão, passaram a hegemonizar os campeonatos municipais e estaduais., e se tornaria o clube com maior número de títulos do estadual feminino.

### Anos 1950 e 1960: hegemonia mineira e primeiro título nacional
O Mackenzie dominou o voleibol mineiro na década de 1950, quando a equipe conquistou o hexacampeonato estadual entre os anos de 1952 e 1957. Também entre 1950 e 1956 o time conquistou o heptacampeonato da cidade de Belo Horizonte. As principais jogadoras nesta época eram Juraci Raso, Zezé. Miriam, Maria Amélia, Margarida, Oraida Leal, Mirtes, Zuzu, Margot, Josefina, Estela, Laís Turner e Lia de Freitas. Os treinadores nesse período foram Hélcio Nunan e Mário Lopes. Nesta época começou a rivalidade com o Minas Tênis Clube. Ambos são localizados a pouca distância um do outro, e dominavam o voleibol feminino local. O mais interessante é que a equipe ainda não tinha uma quadra própria. Treinavam em todos os lugares, inclusive no meio da rua, quando não conseguiam uma quadra emprestada. As jogadoras nem sempre moravam perto e, para compensar o esforço de todas, o clube mandava uma velha jardineira para buscá-las em casa, relembra Íris Alves, uma das jogadoras da época.
Em 1963 a equipe ganhou seu principal título: o Campeonato Brasileiro de Clubes Campeões (Troféu Guarany). O torneio foi disputado no mês de novembro, em Juiz de Fora, e contou também com o Pinheiros (SP), Sogipa (RS), e América (CE). A equipe do Mackenzie era formada por Lia de Freitas, Silene, Íris, Necy, Hilda, Leonésia, Carminha, Neusinha, Lúcia, Jacira e Rosinha. Betinho foi o técnico. Na final, o Mackenzie derrotou o Pinheiros por 3 sets a 2.

### Anos 1970: afirmação no cenário nacional
Novamente na década de 1970 o Mackenzie voltou a imperar no voleibol mineiro.  período que conquistou heptacampeonato estadual. A equipe ganhou projeção nacional com o vice-campeonato da Taça Brasil em 1975, terceira colocação no Campeonato Brasileiro de 1976 e vice-campeonato em 1978. O Mackezine também venceu o Torneio Internacional do Chile, em 1970.

### Anos 2000: disputas da Superliga e clube revelador de talentos
A equipe feminina de voleibol do Mackenzie disputou a Superliga entre as temporada 2007/2008 e 2011/2012 com os nomes-fantasia Newton Paiva/Mackenzie, BMG/Mackenzie e Cia do Terno / Mackenzie. As melhores colocações foram a sexta posição na temporada 2008/2009, e sétima colocação na temporada 2011/2012.. 
O Mackenzie também se concentrou em ser um clube formador de atletas, que revelou grandes nomes do voleibol brasileiro. A oposta Sheila Castro foi revelada pela equipe juvenil do Mackenzie e fez parte da equipe principal entre os anos 1997 e 2000. A ponteira Gabi Guimarães se formou nas categorias de base do Mackenzie e fez parte da equipe principal nas temporada de 2009/2010, 2010/2011 e 2011/2012 da Superliga. Outra estrela do vôlei brasileiro revelado pelo Mackezie foi a central Carolana, que jogou no clube entre 2005 e 2010.
Em 2024 a equipe feminina de voleibol do Mackenzie foi campeã da Superliga Brasileira de Voleibol Feminino de 2024 - Série B, classificando-se para disputar a Superliga Brasileira de Voleibol Feminino da temporada 2024/2025.

## Títulos e campanhas de destaque
- Campeonato Brasileiro de Clubes Campeões (Troféu Guarany)
  - Campeão: 1963
- Taça Brasil
  - Vice-campeão: 1975
- Campeonato Brasileiro
  - Vice-campeão: 1978
  - Terceiro lugar: 1976
- Superliga Brasileira de Voleibol Feminino - Série B
  - Campeão: 2024

- Campeonato Mineiro
  - Campeão: 1952, 1953, 1954, 1955, 1956, 1957, 1972, 1973, 1974, 1975, 1976, 1977, 1978, 2008, 2010
  - Vice-campeão: 2011
- Campeonato Metropolitano de Belo Horizonte
  - Campeão: 1950, 1951, 1952, 1953, 1954, 1955, 1956